# Costera tetramera
Costera tetramera är en ljungväxtart som beskrevs av Herman Otto Sleumer. Costera tetramera ingår i släktet Costera, och familjen ljungväxter. Inga underarter finns listade i Catalogue of Life.